# 老齢福祉年金
| 国民年金（第1階）                                                 |             |
| 第1号被保険者                                                     | 1,449万人   |
| 第2号被保険者                                                     | 4,513万人   |
| 第3号被保険者                                                     | 793万人     |
| 被用者年金（第2階）                                               |             |
| 厚生年金保険                                                      | 4,047万人   |
| 公務員等                                                          | （466万人） |
| その他の任意年金                                                  |             |
| 国民年金基金 / 確定拠出年金（401k） / 確定給付年金 / 厚生年金基金 |             |

老齢福祉年金（ろうれいふくしねんきん）とは、国民年金が発足した1961年（昭和36年）の当時に既に高齢等であったことを理由に国民年金を受け取ることができない人々を救済するために設けられた公的扶助制度である。国民年金制度が発足すると同時に制度が設けられた。租税原資の無拠出型年金であり、最低年金（Minimum pensions）に分類される。
国民年金が現役世代の掛金等を財源に支給される制度であるのに対して、老齢福祉年金は全額国費から支給される。1911年（明治44年）4月1日以前に生まれた者（国民年金制度発足当時に50歳以上の者）は、保険料の納付如何に関わらず、70歳（障害者は65歳）から支給されている。また1911年（明治44年）4月2日から1916年（大正5年）4月1日までに生まれた者（制度発足当時に45歳から50歳までの者）は、保険料納付状況により70歳（障害者は65歳）から支給されている。なお、給付費用の全額が国庫負担によって賄われているため、本人・配偶者・扶養義務者等に一定の所得があるときには、一部または全額が支給停止となる。
上記のように国民年金制度発足時の経過的な措置であるため、国民年金法等の一部を改正する法律（昭和60年5月1日法律第34号。以下「改正法」という。）による国民年金法の改正により、国民年金法の条文から老齢福祉年金の規定は削除されており、改正法附則第32条の規定により「なお従前の例」によるという位置づけである。
制度発足当時は年額12,000円（月額1,000円）であったが、現在（令和7年度）は424,900円が支給される。この額は400,100円を基準とし、他の公的年金と同様に物価変動等により改定（改正法附則第32条第2項）がされたものである。
令和6年12月末現在の受給者（受給権のうち全額が支給停止となっている者を除いた者）数は、1人（すべて全額支給）、受給権者は358人である。